# Болобан Леонід Вітович
Леонід Вітович Болоба́н (справжнє прізвище — Серговський; 17 червня 1893, Біла Церква — 21 грудня 1979, Харків) — український радянський драматург, критик, актор і режисер; член Спілки письменників України.

## Біографія
Народився 5 [17] червня 1893 року в місті Білій Церкві (нині Київська область, Україна). Упродовж 1914—1915 років навчався в Імператорському університеті Святого Володимира у Києві; у 1918—1919 роках — у драматичній студії «Молодого театру», якою керував Лесь Курбас.
Протягом 1920—1921 років був актором і адміністратором театру «Кийдрамте». 1924 року разом із Юрієм Смоличем організував Харківську театральну майстерню «Гарт», де здійснив інсценізацію повісті «Fata Morgana» Михайла Коцюбинського. У наступні роки виступав як критик і театральний рецензент. За його участі у 1926 році створений журнал «Сільський театр», у якому він працював відповідальним секретарем. У 1929—1934 роках обіймав посаду заступника редактора журналів «Культробітник» і «Масовий театр», на сторінках яких виступав з рецензіями і театрознавчими статтями. З 1943 року — харківський кореспондент журналу «Україна». Помер у Харкові 21 грудня 1979 року.

## Творчість
Автор
- п'єс:
  - «Найвища міра» (1931), «Миронова пасіка», «Жіночий штурм» (обидві — 1932) — про працю, героїзм робітників і селян у роки перших п'ятирічок (написані в дусі «соцреалізму»);
  - «Наступ на Корчицю» (1941; поставив Ташкентський ТЮЗ), «Коли сонце повертає на весну» (1943) — про події німецько-радянської війни;
  - «Дерев'яний гудзик» (1959) — п'єса-казка;
- поем «Кирило Кожум'яка» (1954), «Паризька сюїта» (1971) — про події часів Київської Русі.

У 1956 році інсценізував «Бориславські оповідання» Івана Франка (у співавторстві) під назвою «Ой піду я в Бориславку». 1956 року її поставив Харківський український драматичний театр (режисер Олександр Сердюк) та у 1963 році — Тернопільський український музично-драматичний театр (режисер Ярослав Геляс).
Створив соціальну драму «Реве та стогне Дніпр широкий» у якій використано сюжет балади «Причинна» та уривки з інних творів Тараса Шевченка (1961, у співавторстві з Леонідом Предславичем). Автори використали народні перекази про те, що Шевченко не вмер, а ходить по селах і розтлумачує зміст царського маніфесту про скасування кріпацтва (дію п'єси віднесено до 1861 року).
Автор трагедії «Незабутнє» за мотивами творів Олександра Довженка (1967, у співавторстві з Л. М. Коваленком), збірки п'єс «Наддніпрянці» (1963).